# Avgasrör

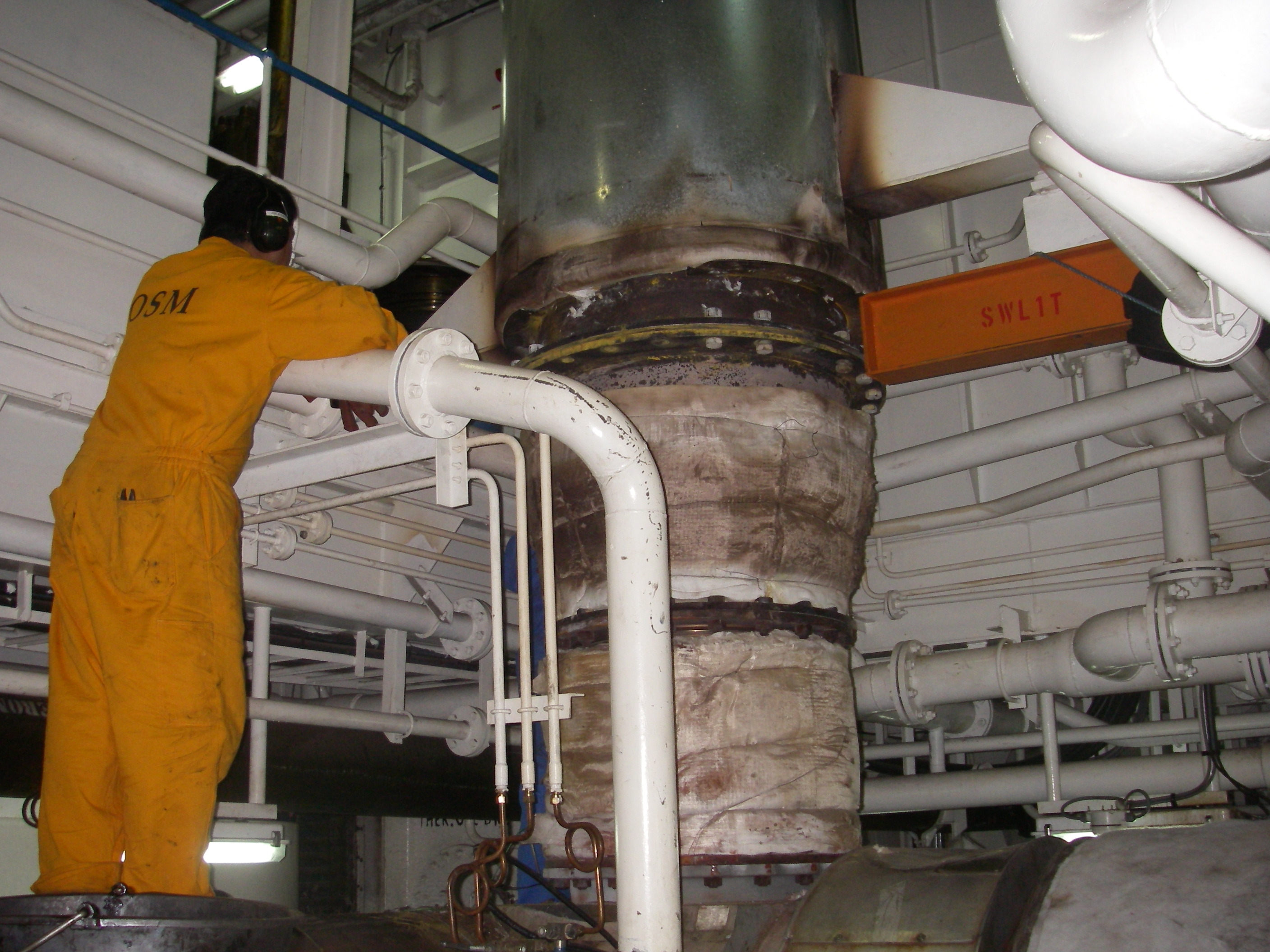
Avgasröret från huvudmaskinen i ett tankfartyg.

Avgasrör är ett rör som släpper ut avgaser från en förbränningsmotor.
Ett avgassystem består av en eller flera ljuddämpare samt eventuellt en katalysator.
Ju större effekt en motor har, desto större brukar rörets diameter vara. Även varianter med flera parallella rör finns.